# USS McFaul (DDG-74)
USS McFaul (DDG-74) – amerykański niszczyciel rakietowy typu Arleigh Burke (podtyp Flight II). Nazwa okrętu pochodzi od nazwiska komandosa SEAL, Donalda L. McFaula, który poległ w Panamie w 1989.
W sierpniu 2008 niszczyciel był pierwszym amerykańskim okrętem wojennym który pojawił się u wybrzeży Gruzji w trakcie wojny w Osetii Południowej.  24 sierpnia okręt dostarczył pomoc humanitarną do gruzińskiego portu Batumi.